# 軍人将棋
軍人将棋（ぐんじんしょうぎ）とは、通常2人で行うボードゲームの一種。軍事将棋（ぐんじしょうぎ）、または行軍将棋（こうぐんしょうぎ）とも呼ばれる。軍隊の階級や兵種を元にした駒を用いて盤上にて競う。欧米圏ではストラテゴ（Stratego）という名称の同種のボードゲームがプレイされている。

## 概要
軍人将棋では、両プレイヤーが駒を裏返した状態で自分の陣地に自由に並べ、先攻から交互に駒を動かしていく。駒にはそれぞれ相性関係があり、同じ升目で駒が重なったときは、相性に従って片方または両方の駒が盤上から排除される。プレイヤーは相手の駒を見ることができないため、双方の駒を確認する審判役をおく。ゲームは相手の陣地最奥の総司令部を占領するか、相手の動ける駒を全滅させた方が勝ちとなる。最後に同種の駒同士が残った場合は相打ちとなるため、両方とも全滅する場合もあり得る。
駒には、少尉から大将までの各階級の軍人、およびタンク、飛行機、騎兵、工兵、地雷などの種類があり、種類によって勝てる相手が決まっている。基本的には位が高い軍人の方が強いが、最下位のスパイは最上位の大将を撃破できる、地雷には飛行機と工兵しか勝てないなど細かい規則がある。軍人将棋のセットには、このルールを一覧表にしたものが付属している。審判役はそれを見ながら勝ち負けを判定することが多い。
ルールはそのままに、駒の形状をアレンジしたものもある。駒を箱状にすることで手前側のみに駒の種類がわかるようになっており、底の空洞に仕込まれた数本のピンの凸凹を付属の勝敗判定機により判定するという、審判役を必要としない工夫がされている。現在は市販されていない。
審判役を必要とすることからコンピュータゲーム化への適性が高い。これまでに、ファミコン、Windows、ニンテンドーDS (『だれでもアソビ大全』)などのプラットフォームでゲーム化されている。
将棋をはじめとする多くの伝統的なボードゲームが完全情報ゲームであるのに対して、軍人将棋は不完全情報ゲームである。そのため、勝敗には純粋な実力のみでなく、運の要素が絡む性質がある。

## ゲームの目的
一般的には敵の総司令部マスを大将、中将、少将、大佐、中佐、少佐のいずれかの駒で占拠する（これら以外の駒で、相手の総司令部に侵入できたとしても、占拠したことにはならない）か、動かせる駒を全滅させることが目的である。なお、前記の駒が相手の総司令部に入った時点で占拠したとみなされるので、後からその駒を取ることはできず、ゲーム終了となる。総司令部が占拠されれば、残った駒の種類や数に関係なくゲームの負けとなる。
ルールによっては相手の大将を倒すことを目的とするものもある。また、25枚型では相手の防御を破り、総司令部マスにいる元帥を倒すことを目的とする。

## 形態
軍人将棋は駒、盤からなり、対局者2人と審判1人の３人で遊ぶ。近年は電子機器による勝敗の判定ができるタイプもある。
- 駒は先攻、後攻の駒が識別できるように2色（例えば、橙色と黄色、青と紫）に分けられている。駒の形状は一般の将棋と同じ左右対称の変形五角形。しかし種類別に大きさの違いはなく、全て同じ大きさである。以前はその多くが木製であった[注釈 2]が、現在販売されているものの大半はプラスティック製である。
- 盤は以下に表す駒の種類によって、また突入口の種類によって数多くの種類がある。共通して言えるのは自陣と敵陣に分かれており、その間を行き来するためには飛行機を除き突入口（突撃口）を通らなければならない。それぞれの陣地には総司令部（種類によっては総司令部と大本営）がある。総司令部は陣の最後列中央にあり通常、2マス分の広さがある。場合によっては、3マス分の広さがあるものもある。

## 種類
軍人将棋には、突入口の形の違いと駒の種類の組み合わせにより、数多くの種類が存在する。また、大行軍将棋という、普通の軍人将棋よりも駒数の多いものも存在する。

### 駒数の種類
| 種類 | 数 | 種類 | 数 | 種類   | 数 | 種類   | 数 |
| ---- | -- | ---- | -- | ------ | -- | ------ | -- |
| 大将 | 1  | 大佐 | 2  | 大尉   | 2  | 工兵   | 3  |
| 中将 | 1  | 中佐 | 2  | 中尉   | 2  | 地雷   | 3  |
| 少将 | 2  | 少佐 | 2  | 少尉   | 2  | 飛行機 | 2  |
| 軍旗 | 1  | 騎兵 | 2  | タンク | 3  | スパイ | 1  |

盤は変形8×8を使う。
| 種類 | 数 | 種類 | 数 | 種類   | 数 | 種類   | 数 |
| ---- | -- | ---- | -- | ------ | -- | ------ | -- |
| 大将 | 1  | 大佐 | 1  | 大尉   | 2  | 工兵   | 2  |
| 中将 | 1  | 中佐 | 1  | 中尉   | 2  | 地雷   | 2  |
| 少将 | 1  | 少佐 | 1  | 少尉   | 2  | 飛行機 | 2  |
| 軍旗 | 1  | 騎兵 | 1  | タンク | 2  | スパイ | 1  |

短時間で終わらせることができ、盤は変形8×6を使う。
| 種類       | 数 | 種類   | 数 | 種類     | 数 | 種類 | 数 |
| ---------- | -- | ------ | -- | -------- | -- | ---- | -- |
| 元帥       | 1  | 大将   | 1  | 中将     | 1  | 少将 | 1  |
| 大佐       | 2  | 中佐   | 2  | 少佐     | 2  | 砲兵 | 2  |
| 工兵       | 3  | 地雷   | 2  | ミサイル | 2  | 原爆 | 1  |
| ジェット機 | 2  | タンク | 2  | スパイ   | 1  |      |    |

盤は変形9×9を使う。
これら以外にも様々な種類があるが、ここでは31枚型・23枚型・25枚型について説明する。

### 突入口の種類
- 突入口が自陣に4つあるX型（Xの形をした突入口が2つある。8×8の盤はこれが多い）
- 突入口が自陣に3つあるY型（Yと逆Yの形をした突入口が１つずつある）
- 突入口が自陣に2つあるI型（直線の突入口が２つある。）
- またそれぞれに浮島（X型、Y型の、道が交わるところにあるマス）のあるもの(25枚型がこれに含まれる。また、X型のものの場合、直進の場合は一度に渡れるが、曲がる場合は一旦浮島で止まる必要がある)

などの種類がある。

## 駒の配置
このゲームの要となるのが駒の配置である。一般の将棋のように開始時の配置が決まっているのではなく、自分の陣地内であれば以下の禁止事項を除き、どの駒をどこに置いてもよい。
- 突入口に地雷もしくは軍旗を置く[3]
- 自陣最後尾列に軍旗を置く

このうち、後者は禁止事項ではあるが、最後列の軍旗はどの駒にも負ける無駄駒になってしまい、開始時から他の駒1つ分の威力を失っている事になるため、一般的には罰則を設けないことが多い。

### 総司令部に置く駒について

#### 31枚型・23枚型
総司令部は通常、2マス分の広さがあるが、他のマスと同様、1つしか駒を置けない。前述の通り、高級将校である将官か佐官を相手の司令部に入れることを目的とする。よって、尉官、騎兵、工兵は佐官や将官に必ず負けるので総司令部は置かないほうがよい。スパイは大将だけには勝てるがそれ以外にはことごとく負けるため、総司令部に置いたとき、残った駒の条件によるが、負けて占領される確率が圧倒的に高い。飛行機や工兵にも負けるので、地雷確認のために前もって倒される恐れもある。少佐や中佐も、司令部を占領できる駒の中では弱いので負ける確率が高い。タンクは佐官には勝てるが、敵の飛行機や工兵によって排除される可能性もあり、将官にも負けて占領される。
更には、司令部の防御を飛行機だけに任せることも好ましくないとされる。一見すると、2列のどちらにも飛ぶことができ、敵司令部を常に狙えるベストポジションのように見えるが、飛んだ時点で司令部は空になるので、司令部に隣接するマスに敵の佐官があった時も（飛行機は佐官に負けることはないが）、その隙に侵入されることもある（佐官でも敵司令部に侵入すれば、その時点でゲームの勝ちであり、その後倒すことはできない）。また、司令部やその周辺は地雷除去のためや、道を作るために敵の飛行機に攻撃されることも多く、すぐ近くに将官がいない限り飛行機同士が相打ちして、司令部が開いてしまう恐れもある。こうなると、司令部のすぐ近くが弱い駒しかないときは、簡単に占領されやすくなる。また、工兵や、尉官、騎兵で地雷確認をされた後（飛行機ならばこれらの駒に勝てるが、将官には負けるため）、すぐ近くのマスに敵の将官がいれば負けが確定したようなものである。
地雷は司令部を占領できる駒に勝てるので、司令部に置けば1回だけ占領を防ぐことができる。飛行機や工兵、あるいは尉官や騎兵による相打ちで地雷を除去しても余分に手数がかかるので、手数稼ぎにはなる。しかし、地雷は1度限りの手段であるため、地雷が司令部から除去された後、回りが弱い駒ばかりならば上記の例と同様に占領されやすくなる。従って司令部に地雷を置く場合は、地雷がなくなった後のことも考えなければならない。
以上の理由から、司令部またはその近くには将官が1枚以上あるとよい。特に初心者は、大将を置くことが最も勧められる（司令部に地雷などを置き、その隣に大将を置くのもよい）。大将を置けば、中将以下による占領は単独で防ぐことができ、スパイには負ける代わりに占領されない。中将は大将に負けるので、近くにスパイを置いて守らなければいけないが、スパイが飛行機などで倒された時には、敵の大将が地雷を踏むことを祈るしかなくなってしまう。大将の天敵はスパイであるが、スパイは大将以外のどの駒にも負けるので、種類がわからない敵の駒が大将に向かって来たときには、大将とスパイ以外の駒を当てて、スパイかどうかを確認するのがよい。その味方の駒が負けた時には相手はスパイでないと分かる。（スパイは大将よりも排除しやすいので、司令部の防御には大将が最も向いているといえる）

## 駒の動かし方

### 31枚型・23枚型
将官、佐官、尉官、スパイ
前後左右に1マス動ける。
タンク、騎兵
前後左右の1マス、または2マス前に動ける。手前に駒がある場合は飛び越えて2マス前に進むことはできない。
飛行機
前後には何マスでも動ける。左右は1マス動ける。この駒のみ、途中の駒を飛び越えられ、突入口を無視してどこからでも敵陣に攻め込むことが出来る。
工兵
前後左右に何マスでも動ける。将棋の飛車と同じ動きをする。途中の駒は飛び越せない。
軍旗、地雷
動かせない。

### 25枚型
将官、佐官
前後左右に1マス動ける。
タンク、工兵、砲兵、スパイ
前後左右に何マスでも動ける。途中の駒は飛び越せない。
ジェット機、ミサイル
味方の駒と相手の元帥がいるマスをのぞき、全てのマスに動ける。
原爆
動けない。ただし、隣に自分のミサイルがあれば、それに連動して移動できる。
地雷、元帥
動けない。

## 駒の勝敗

### 31枚型・23枚型
基本駒
大将>中将>少将>大佐>中佐>少佐>大尉>中尉>少尉
の順に強い。例えば、少将と中佐が戦うと、少将が勝つ。また、将官、佐官は司令部を占領できるので、尉官に比べ駒の価値が高い。
特殊駒
- 飛行機は将官以外には全て勝つ。将官のみに負ける。
- タンクは将官、飛行機、工兵、地雷に負け、その他には全て勝つ。
- 地雷は飛行機と工兵に負け、その他の駒に勝つ（相打ち）。
- 工兵は地雷とスパイ、タンクに勝ち、その他には全て負ける。
- 騎兵はスパイと工兵だけに勝ち、その他には全て負ける。
- スパイは大将だけに勝ち、その他には全て負ける。動ける駒の中では最も弱い。
- 軍旗はすぐ後ろにある味方の駒と同じ威力となる。たとえば軍旗とタンクが戦うとき、軍旗のすぐ後ろが少将ならば軍旗が勝つ。軍旗のすぐ後ろが大佐のときはタンクが勝つ。このとき、大佐は同時に撤去されない。軍旗の後ろが地雷のときは、タンクと軍旗が相打ちになり、両者とも盤から除去される。このとき、地雷は撤去されずその場に残る。また、軍旗のすぐ後ろが敵の駒か何もない場合、あるいは軍旗が自陣の最後列（総司令部も含む）にある場合は、どの駒と戦っても負ける。

同じ駒同士の戦い（大将対大将、飛行機対飛行機、スパイ対スパイなど）は相打ちとみなしてどちらも盤上から撤去する。撤去した駒は再び使うことが出来ず、撤去した駒は自分の駒しか見ることが出来ない。また。本将棋とは異なり持ち駒がなく、相手から取った駒を自分の駒にはできない。地雷が勝った場合は爆発したとみなし撤去されるのが一般的である。

### 勝敗表
○は勝ち、×は負け、＝は引き分けを意味する。地雷は動くことができないので、地雷同士が戦うことはない。勝つ種類、負ける種類、引き分ける種類の数もそれぞれ示した。飛行機とタンクは少将以上に負けて大佐以下に勝つため、少将と大佐では強さの差が大きく、少佐と大尉では差が大きくないことがわかる。ただし、種類によって枚数が異なるため実際の勝率とは若干異なる。
地雷はほとんどの種類に引き分けるので、強さ順位からは除外した。便宜的に、中将は大将よりも強いとしている。
|        | 大将 | 中将 | 少将 | 大佐 | 中佐 | 少佐 | 大尉 | 中尉 | 少尉 | 飛行機 | タンク | 騎兵 | 工兵 | スパイ | 地雷 |  | 勝ち | 引き分け | 負け |  | 強さ順位 |
| ------ | ---- | ---- | ---- | ---- | ---- | ---- | ---- | ---- | ---- | ------ | ------ | ---- | ---- | ------ | ---- |  | ---- | -------- | ---- |  | -------- |
| 大将   | ＝   | ○    | ○    | ○    | ○    | ○    | ○    | ○    | ○    | ○      | ○      | ○    | ○    | ×      | ＝   |  | 12   | 2        | 1    |  | 2        |
| 中将   | ×    | ＝   | ○    | ○    | ○    | ○    | ○    | ○    | ○    | ○      | ○      | ○    | ○    | ○      | ＝   |  | 12   | 2        | 1    |  | 1        |
| 少将   | ×    | ×    | ＝   | ○    | ○    | ○    | ○    | ○    | ○    | ○      | ○      | ○    | ○    | ○      | ＝   |  | 11   | 2        | 2    |  | 3        |
| 大佐   | ×    | ×    | ×    | ＝   | ○    | ○    | ○    | ○    | ○    | ×      | ×      | ○    | ○    | ○      | ＝   |  | 8    | 2        | 5    |  | 5        |
| 中佐   | ×    | ×    | ×    | ×    | ＝   | ○    | ○    | ○    | ○    | ×      | ×      | ○    | ○    | ○      | ＝   |  | 7    | 2        | 6    |  | 7        |
| 少佐   | ×    | ×    | ×    | ×    | ×    | ＝   | ○    | ○    | ○    | ×      | ×      | ○    | ○    | ○      | ＝   |  | 6    | 2        | 7    |  | 8        |
| 大尉   | ×    | ×    | ×    | ×    | ×    | ×    | ＝   | ○    | ○    | ×      | ×      | ○    | ○    | ○      | ＝   |  | 5    | 2        | 8    |  | 9        |
| 中尉   | ×    | ×    | ×    | ×    | ×    | ×    | ×    | ＝   | ○    | ×      | ×      | ○    | ○    | ○      | ＝   |  | 4    | 2        | 9    |  | 10       |
| 少尉   | ×    | ×    | ×    | ×    | ×    | ×    | ×    | ×    | ＝   | ×      | ×      | ○    | ○    | ○      | ＝   |  | 3    | 2        | 10   |  | 11       |
| 飛行機 | ×    | ×    | ×    | ○    | ○    | ○    | ○    | ○    | ○    | ＝     | ○      | ○    | ○    | ○      | ○    |  | 11   | 1        | 3    |  | 4        |
| タンク | ×    | ×    | ×    | ○    | ○    | ○    | ○    | ○    | ○    | ×      | ＝     | ○    | ×    | ○      | ＝   |  | 8    | 2        | 5    |  | 5        |
| 騎兵   | ×    | ×    | ×    | ×    | ×    | ×    | ×    | ×    | ×    | ×      | ×      | ＝   | ○    | ○      | ＝   |  | 2    | 2        | 11   |  | 13       |
| 工兵   | ×    | ×    | ×    | ×    | ×    | ×    | ×    | ×    | ×    | ×      | ○      | ×    | ＝   | ○      | ○    |  | 3    | 1        | 11   |  | 12       |
| スパイ | ○    | ×    | ×    | ×    | ×    | ×    | ×    | ×    | ×    | ×      | ×      | ×    | ×    | ＝     | ＝   |  | 1    | 2        | 12   |  | 14       |
| 地雷   | ＝   | ＝   | ＝   | ＝   | ＝   | ＝   | ＝   | ＝   | ＝   | ×      | ＝     | ＝   | ×    | ＝     |      |  | 0    | 12       | 2    |  |          |

## 戦術
駒を動かしていき、相手の駒がある場所に自分の駒を進める場合、一般の将棋では駒の種類にかかわらず、新しくそのマスに駒を動かした方が、前からいた相手の駒を取ることが出来る。しかし軍人将棋では、新しく動かした駒と前からいた相手の駒を、一度審判に見せ、審判は上記の規則に基いて駒の勝敗を判断する。プレイヤー二人は自分の負けた駒、または勝った駒によって相手の駒を推理していく。

### 強力な駒の見分け方について
このゲームにおいては、何枚駒を取ったかよりも、相手の強力な駒（将官、飛行機）がどの駒かを見分けることがより重要である。見分け方の一例として、相手の動いた駒にタンクおよび尉官または騎兵を当てるという方法がある。タンクは将官・飛行機・工兵以外に勝ち、尉官や騎兵は工兵に勝つので、これらの駒がどちらも倒されたら相手の駒は飛行機以上とわかる。他にも大佐および工兵を当てるという方法がある。また、飛行機を倒した駒は将官と判断できる。地雷が負けて、なおかつ尉官や騎兵を倒した駒、あるいは高飛び（他の駒を飛び越すこと）した駒は飛行機以外ありえない。なお、大佐を倒した相手はタンク以上の強い駒とわかるが、タンクを倒した相手は工兵の可能性もあるので、早とちりで強い駒と判断しないようにする。

### 倒した駒の推測について
どの種類の駒を倒したか推測することも必要になる。例えば、大尉を倒した駒にタンクを当てて勝ったときの相手は佐官、大佐を倒した駒に工兵を当てて勝った相手はタンク（つまり相手のタンクが一つ減った）、というかたちで推測できる。特に、弱い駒を当てて勝った相手は限定されるので分かりやすい。騎兵が勝てば相手は工兵かスパイ、工兵が勝てば相手はタンクかスパイか地雷、少尉が勝てば相手は騎兵か工兵かスパイしかない。一方で、将官や飛行機は勝つ確率は高いが、倒した相手を限定しにくいことが多い。

### 強力な駒への対処について
強力な駒が判明した場合はその駒を覚えておく必要がある。特に、将官以外の駒は相手の将官を避けるように動かすとよい。尉官や騎兵は倒されても、支障が大きくないので、より価値が高い佐官やタンク、飛行機を優先的に相手の将官から逃がす。相手が大将ならば可能な限りスパイを当てるようにして、味方の中将または少将は逃げ場があれば、最優先で逃げられるようにする。しかし、相手が飛行機の場合は味方の佐官やタンクを逃がそうとしても、（飛行機は高飛びができるため）、追いつかれて倒されてしまうこともある。逃げ場がないときはその駒をあきらめて、他の手を打つほうがよいこともある。
また、相手の駒が飛行機であることが判明して、隣接するマスに味方の将官があれば必ず倒すようにする（さもなければ、味方の駒を次々と倒されて取り返しがつかないこともある）。近くに味方の将官がないときは、味方の飛行機を当てて相打ちにする方法がある。自軍も飛行機を失ってしまうが、他の駒への被害を軽減できる。
相手の中将や少将が突入口をふさいでいるときは、別の突入口から少将、飛行機、タンクなどを突入させる。どちらの突入口も中将や少将でふさがれているときは、敵陣の奥に飛行機を飛ばす手もある。

### 基本的な戦術について
攻撃には中将が最も向いている。動いた駒の大部分を中将かそれ以下の駒と見なし、中将を積極的に動いた駒にぶつける。勝てばそれでよし、負けたのなら相手の駒は大将であり、中将同士ならば相打ちとなる。中将同士が相打ちしたら、次は少将を動いた駒にぶつけるようにする。なお、中将同士が相打ちした後、少将が負けたときも相手は大将である。相手の駒が大将と判明した場合、スパイをぶつけて相手の大将を排除することができれば、かなり有利に展開できる。しかし、常に中将の近くにスパイを置いておくと、そのことを相手に読まれやすく、スパイが相手の飛行機やタンク、工兵などに狙われる危険もある。特に、飛行機は他の駒を飛び越すことができるので、スパイにとっては大きな脅威となる。また、工兵は横にも何マスも進めるので、スパイを動かす際には注意を払わなければいけない。スパイを失ってしまうと、相手の大将を倒すことが難しくなる。それを避けるために、中将の近くに尉官などを置いて、スパイの振りをさせる手段もある。また、上記のように、スパイと悟られやすい動かし方をするのではなく、スパイを中将からある程度離れた場所に置いて（相手の大将も最終的には総司令部を目指してくるので）、大将が来るのを待ち構える作戦もある。大将が近づいて来なければ、スパイを最後まで温存して敵の駒が少なくなったときに倒す方法もある。
中将を大将のように、少将を中将のように、飛行機を（他の駒と同じように1マスずつ動かし）少将のように1ランク上であるかのように動かして相手をだます戦略もある。この作戦が成功している間、敵の駒数を減少させ動く駒と動かない駒がはっきりしてくると、勝負が決まることが多い。
また、倒された駒よりも1ランク強い駒を当てないようにする。例えば、味方の中尉を倒した駒に、自ら大尉を当てることは、駒や手数を無駄にしてしまうだけである。中尉が負けたという条件から、相手の駒は少なくとも大尉以上であり、勝つことはない。また、少佐以上の駒は（大尉よりも）数が多いので、負ける確率が圧倒的に高い。よって、ほとんどの場合は自分から駒を捨てることになる。逆に相手にとっては、動かなくても駒を取ることができた上に次の手に移るのが早くなるので、好都合になってしまう。偶然相打ちしたとしても、相手の大尉が確実に減った事しか分からない。相打ちになれば相手にも同じ情報を与えるので、自分が有利になることはない。

### 大将の使い方について
大将は中将や少将、飛行機などに比べ攻撃に向いていない。特に初心者は、攻撃の前線に出すべきではない。中将と少将は負けたときに、相手の大将または中将を特定できるという利点があるが、大将にはそれがない。スパイを特定できても、大将が倒された後では意味がない。大将同士が相殺するならばともかく、スパイで大将を倒されると、敗北に直結してしまうことも多い。大将は、敵の中将や少将を倒した後は、スパイに狙われる破目になる。勝てる相手が多いゆえに、敵の中将や少将をいつ倒したか判断するのは難しいので、いつスパイに狙われるかがわからない。
また、スパイを倒したかどうかを判断することは、ほとんどできない。数少ない例外として、スパイ同士が相殺したときと大将の前にある軍旗が負けたときがあるが、特に前者の確率は非常に低い。
大将を最後まで生き残らせることは基本である。大将さえ残っていれば、司令部の占領を阻止できる。中将を最後まで生き残らせるのも良いが、相手の大将が生き残っていたときは負けてしまう。スパイは弱い駒なので、最後まで残すことが強い駒に比べて難しい。

### 地雷対策について
将官が地雷を踏むと著しく不利になるため、1度も動いていない駒には、将官ではなく飛行機を当てるのがよい（飛行機は地雷に勝ち、その他にも勝てる種類が多いため）。将官は地雷ではないと判明した駒にのみ当てるようにする。運任せに駒を当てているのでは上達できない。多数の動かない駒を持っており地雷とその他の駒が解らない状態を維持していくことが鍵となる。
序盤や中盤において、一度も動いていない駒が地雷かどうかを判断するには、騎兵や尉官といった弱い駒を当てる方法がある（同じ弱い駒でも、スパイと工兵はそれぞれ、敵の大将を倒す、地雷を除去するという大きな役目があるため、種類がわからない駒に当てるべきではない）。これらの駒が相打ちになったときは相手が地雷であった可能性がある。負けたときや勝ったときは地雷ではないと判断できる。例えば、少尉を当てて負けたときの相手は中尉以上（軍旗の可能性もある）、勝ったときの相手は騎兵、工兵、スパイのいずれか、相打ちしたときは少尉または地雷であったと考える（中尉、大尉、騎兵を当てたときも同じ考え方）。終盤になって動かせる駒が少なくなると、地雷とそれ以外の駒の判断がつきやすくなるため、このときに工兵を動いていない駒に当てるのがよい。
敵司令部にある駒が地雷の可能性があるとき、乗り込む前に飛行機か工兵を使い、その駒が地雷かを確認することも必要になる（地雷を踏んでしまうと、将官や佐官を失ってしまうため）。地雷は司令部を占領できる駒には勝てるため、司令部に設置した場合、1回に限り占領を阻止できるが、飛行機と工兵には、占領されない代わりに負けてしまう。この点から、敵司令部に地雷が設置されている可能性を考慮し、将官や佐官が敵司令部に乗り込む前に飛行機や工兵を当てて、地雷を除去する。もし、工兵を当てて負けたら、その駒は地雷やスパイ、タンク、工兵ではないとわかる。飛行機や工兵がないときは尉官や騎兵といった司令部を占領できない駒を当てて、相打ちにして地雷を除去する。初心者は、敵司令部にある駒が地雷かどうかを確認するために、飛行機を飛ばすことも多いが、騎兵が2マス進める利点を生かして、司令部の前が開いた時を狙って騎兵を当てる方法もある。尉官は一度に1マスしか進めないので敵の駒が多いうちは、司令部にたどり着く前に倒されやすい。 

### 飛行機と工兵の動かし方について
飛行機と工兵は移動力が優れているが、飛行機は高飛びをすると、工兵は前に3マス以上および後ろか横に2マス以上移動すると、他の駒にはそれ以上の移動力がないため相手には即時に駒を判断されてしまう。戦況を見極めて多用するのか控えるのか、その点は注意すべきである。工兵は飛行機とは異なり高飛びができないので、序盤は動きが限られるが、終盤に近づいて駒の数が減ると本来もつ移動力を発揮できる。飛行機はゲーム開始時から飛ぶことができるが、始めから飛ばして相手に正体を明かしてしまうのは好ましくない。序盤のうちは、他の駒と同じように動かすことが望ましい。しかし、例えば味方の少将を倒した（つまり、明らかに将官と判明した）敵の駒が、逃げ場のない飛行機に近づいてきたときなど、その場にいても倒されるとわかったときなどは、飛行機を逃がすために他の場所に飛ばした方がよい。（飛行機を失うことは戦力の大きな損失になるため）また、その場所に敵の将官がいれば飛行機は負けるが、その代償として相手の将官がどの駒かを知ることができる。

### 軍旗の後ろに置く駒について
軍旗を自陣の最後列に置くことが許されるルールもあるが（一般的には禁止されている）、前述の通り、最後列の軍旗はどの駒にも負けるので軍旗は最後列に置かないようにする。
地雷の前に軍旗を置く戦術もある。この場合は地雷が1個多くあるのと同じになる（ただし、軍旗の後ろの地雷が先に除去された場合は、地雷の能力が失なわれる）。このとき、工兵が当てられて軍旗が負けた場合、騎兵や尉官などの駒で工兵を排除できる（もし、騎兵や尉官、佐官が負けたら、相手は工兵ではなく飛行機である。）。
地雷以外ならば、大将または中将を置くことが考えられる。中将の場合軍旗の近くにスパイがあると突破は困難となる。しかし、この戦術は中盤以降はやや読まれやすく、中将や大将が攻撃に使いにくいことが多いので一長一短といえる。

### 審判について
基本駒同士が戦えばすぐに勝敗を判断できるが、それ以外の駒が戦いに絡むと勝敗の付け方が特殊なため、初心者やルールを把握していない者が審判を務めると、時間がかかったり、その都度勝敗表を確認したりするなどをして相手の駒の予想を立てやすくなる場合もある。また、場合によっては勝敗判定を誤ってしまう恐れもある。そのため、審判役はある程度の熟練者が務めるのが望ましい。

## ローカルルール
軍人将棋には数々のローカルルールがある。
- 味方の大将（または元帥）が倒されたら（総司令部を占領されていなくても）その時点で負けとなる。
- 地雷が勝った場合、撤去しない[注釈 6]。
- 軍旗も動くことができる。（更に、補足的に次のようなローカルルールも存在する。）
  - 開始前の初期配置時に置いた後ろの駒と（ゲーム終了まで）同じ威力となる[注釈 7]。
- 少尉で軍旗を倒した場合、その時点でゲームの勝ちとする[注釈 8]。
- 工兵は前後左右にすきまのある範囲に限り自由にどこへでも行ける[注釈 9]。
- 工兵・タンク・騎兵は前後左右1マスしか動けない（基本駒やスパイと同じ動きにする）[注釈 10]。
- 騎兵、タンクは横や後ろにも2マス動ける。
- 騎兵、タンクは途中に駒がなければ、前後左右に自由に進める（工兵と同じ動きにする）。
- タンクが工兵に勝つ[注釈 11]。
- 騎兵の強さを地雷の強さと同じとする。
- 飛行機は工兵に負ける。
- 飛行機は横に動けない。
- 飛行機は横にも何マスでも動ける（途中の駒も飛び越せる）。
- 飛行機は味方の駒がない場所なら任意のマスに移動できる[注釈 12]。
- 総司令部に関連するローカルルールは以下のものがある。その内いくつ含むかは地域によって異なる。
  - 総司令部に地雷や飛行機を置けない。
  - 飛行機以外の駒なら、いずれの駒でも総司令部を占領できる。
  - 開始前の初期配置時に総司令部に置いた駒は、地雷以外の（本来ならば動ける）駒でも二度と動かせない。（総司令部の外に出る事が出来ない。）
  - 総司令部の自軍駒が撤去された後でも、残りの駒の強弱に関わらず総司令部に入る事が出来ない。（自軍の駒で総司令部を内部から防衛できず、外の通常マスで防衛しなければならず、一般ルールに比べ総司令部を守るのが難しい。）
  - 総司令部には必ず将官を置かなければいけない。

### 千日手関連のローカルルール
軍人将棋では突入口付近で将官がにらみ合う場合などに、いわゆる千日手のような膠着状態になることがあるが、この場合の一般的なルールはなく様々なローカルルールがある。
一つの方法としては千日手の直前に攻撃を受けた(駒をぶつけられた)方が打開しなければならない、というものがある。
また、駒が少くなった終盤の千日手の場合、すべての駒を表にして一番強い駒が残っている側を勝ちをする方法もある(例えば大佐と少佐が残っていた場合、大佐を持つ側を勝ちとする)。この場合タンクや飛行機などをどう扱うかなどは地域によって異なる。

### 一部の製品に存在する駒
軍人将棋には様々なバリエーションがあり、独自の駒を含むものも多い。有名な駒には次のようなものがある。
元帥
元帥には大きく分けて二通りのルールがあり、一つは大将に代わる最上位の駒とするものである。このルールでは他の駒と同様に一マスずつ動くことができ、元帥は地雷とスパイを除くすべての駒に勝ち、スパイは元帥のみに勝つ駒となる。
もう一つは総司令部を守るための駒とするものである。ゲームが始まると元帥は（表向きにして）総司令部に置かれ、ここから動くことはできないが隣接するマスに味方の駒がいるならあらゆる駒に勝ち、いない場合は将官と佐官に敗れる。総司令部の元帥を倒した場合はゲームの勝ちとなる。
なお、古い製品では元帥を「元師」と表記しているものもあるがこれは誤りである(帥(すい)と師(し)は別字）。
原爆
原爆 （水爆）は戦後に発売された一部の製品にある駒である。
この駒は自ら動くことができないが、隣にミサイルがあるとそれに連動して動かすことができる。ミサイルが敵陣に入ると、移動したマスとその上下左右斜めのマスの駒を倒し、ミサイルと原爆の駒は相打ちとなる。ただし、攻撃したマスの中に相手のミサイルがあると「空中衝突」とみなされ原爆と両者のミサイルだけが相打ちとなる。
他にも製品によっては代将、MP、砲兵、ジェット機などの駒がある。

## ラタックとの違い
ラタックでは軍人将棋と違い、審判を必要とせず、コマと敵のコマとがぶつかった時に両コマを表にして勝敗を決め、以後それらのコマは表を向けたままにする。

## 歴史
このゲームがいつ、誰によって発明されたかは正確にはわかっていないが、1895年（明治28年）には製造・販売され、遊ばれていた記録があり、類似のゲームの中では最も古いものである。
中国のボードゲームである軍棋、および欧米のボードゲームであるStratego (en:Stratego) には盤の形や駒の種類、勝敗で類似点が見られる。闘獣棋もよく似た中国のボードゲームである。いずれも盤には河に相当する部分があり、将棋やチェスよりもシャンチーに似ている。
また、シャンチーの駒を裏返して行う中国のボードゲームとして暗棋がある。駒の動かし方や勝敗は軍人将棋などと似かよっており、これらのボードゲームの起源となっている可能性が考えられる。
1907年（明治40年）に書かれた書物「世界遊戯法大全」には「いくさ将棋」の名で紹介されている。その中では『これは日清戦争の頃に出来たものかと思うが、仕組みが中々面白い所から、今は全国に普及して居るのでここに説く必要がない』のように書かれている。遊ぶ方法を紹介しない代わりに『当たり前の将棋のように駒を表に向けて置くと審判もいらないし闇死にもない』と駒を伏せずに遊ぶ方法を紹介している。
太平洋戦争中には「戦時国民智的遊具・戦争将棋」と名付けた改良品が売り出され、奨励されていた。

## 派生作品
- 帰ってきた!軍人将棋なんやそれ!? - ソフエルより発売されたファミリーコンピュータ用ゲームソフト。土俵（ボード）では「軍旗」が「軍配」、「地雷」が「親方」、「スパイ」が「物言い」など駒の名前が異なる。
- 作戦将棋 - トミーより発売されたボードゲーム。審判がいなくても、勝敗が自動判定される機能つき。
- こちら葛飾区亀有公園前派出所 - 秋本治による漫画。コミックス99巻「軍人将棋名人!!の巻」、197巻「軍人刑事（デカ）の巻」で軍人将棋が題材となっている。